# دی، دروم
دی، دروم (به فرانسوی: Die) یک کمون در فرانسه است که در Canton of Die واقع شده‌است.

## خصوصیات
دی ۵۷٫۲۸ کیلومترمربع مساحت و ۴٬۳۹۲ نفر جمعیت دارد و ۴۱۰ متر بالاتر از سطح دریا واقع شده‌است.

## خواهرخوانده
شهر فرانکناو خواهرخواندهٔ دی، دروم هست.